# 航空部 (納粹德國)

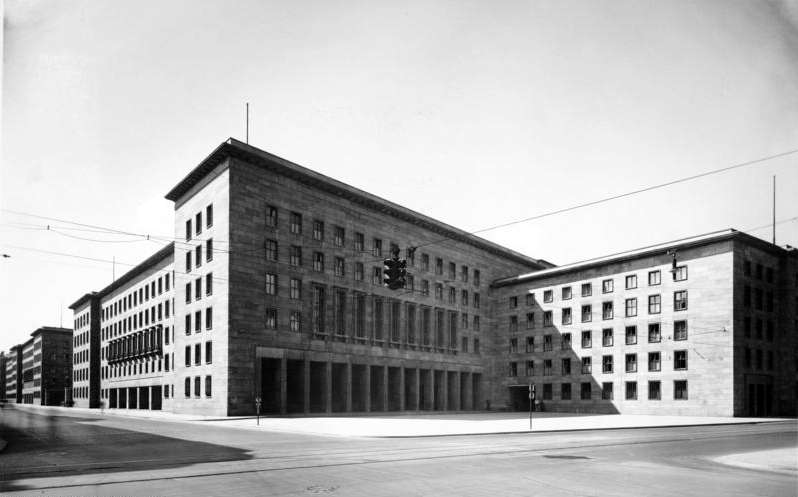
1938年12月的航空部大樓

帝國航空部（德語：Reichsluftfahrtministerium），納粹德國管理其空軍的政府機關，位於德國首都柏林，現為德國聯邦財政部辦公處。
帝國航空部負責開發與生產飛機，服務對象主要為德國空軍。正如同納粹時代其他的官僚組織一樣，此機關的運作往往不是按常規運作。
許多研發決策是由於該機關負責人：帝國元帥赫爾曼·戈林的政治影響力與其一時衝動和興起來決定，也因此造成在戰爭期間生產和開發的不穩定。

## 外部連結
- German Finance Ministry brochure on the History of the "Detlev-Rohwedder-Haus" （德文）

52°30′31.31″N 13°23′2.4″E / 52.5086972°N 13.384000°E